# Josef Poell
Josef Poell (* 7. August 1892 in Dellwig; † 13. August 1953 in Mülheim an der Ruhr) war im Mai sowie im September/Oktober 1945 Oberbürgermeister und von 1946 bis 1953 Oberstadtdirektor der Stadt Mülheim an der Ruhr.

## Leben und Wirken
Franz Josef Poell wurde 1892 in Dellwig geboren. Von der Stadtverwaltung Oberhausen wechselte er 1912 zur Verwaltung der Stadt Mülheim an der Ruhr. Nachdem er zahlreiche Dienststellen durchlaufen und Weiterbildungs- sowie Aufstiegsprüfungen bestanden hatte, wurde er 1927 zum Vorsteher der Personalabteilung ernannt. 1934 erhielt er die neugeschaffene Stelle eines Stadtverwaltungsrates, die von der Funktion her der eines Beigeordneten entsprach. Sein Aufgabenbereich umfasste den Bereich Personal- und Organisationswesen sowie das Kassenwesen. Elf Jahre lang – von 1934 bis 1945 – übte er dieses Amt aus.
Mit dem Kriegsende 1945 und dem Einmarsch der Alliierten in Mülheim an der Ruhr fungierte Poell auf Betreiben der amerikanischen Militärregierung vom 7. bis 10. Mai 1945 als kommissarischer Oberbürgermeister, wurde dann durch Werner Hoosmann ersetzt, um vom 1. September bis zum 10. Oktober 1945 – bis zur Wiedereinsetzung des alten Oberbürgermeisters Edwin Hasenjaeger – abermals die Amtsgeschäfte zu führen.
Mit Einführung der kommunalen Doppelspitze nach britischem Vorbild bewarb sich Poell 1946 um die Stelle des neugeschaffenen Oberstadtdirektors. Nach sieben Jahren in diesem Amt verstarb er 1953 im Alter von 62 Jahren.

## Sonstige Quellen
- Stadtarchiv Mülheim an der Ruhr, Bestand 1210 Nr. 37
- Stadtarchiv Mülheim an der Ruhr, Bestand 1550 Nr. 147
- Mülheimer Tageblatt vom 14. August 1953

| Personendaten    | Personendaten                                   |
| ---------------- | ----------------------------------------------- |
| NAME             | Poell, Josef                                    |
| KURZBESCHREIBUNG | Oberbürgermeister der Stadt Mülheim an der Ruhr |
| GEBURTSDATUM     | 7. August 1892                                  |
| GEBURTSORT       | Dellwig                                         |
| STERBEDATUM      | 13. August 1953                                 |
| STERBEORT        | Mülheim an der Ruhr                             |